# Konstanty Gaszyński
Konstanty Gaszyński  (ur. 10 marca 1809 w Małej Wsi, zm. 8 października 1866 w Aix-en-Provence) – polski poeta, prozaik, publicysta i tłumacz.

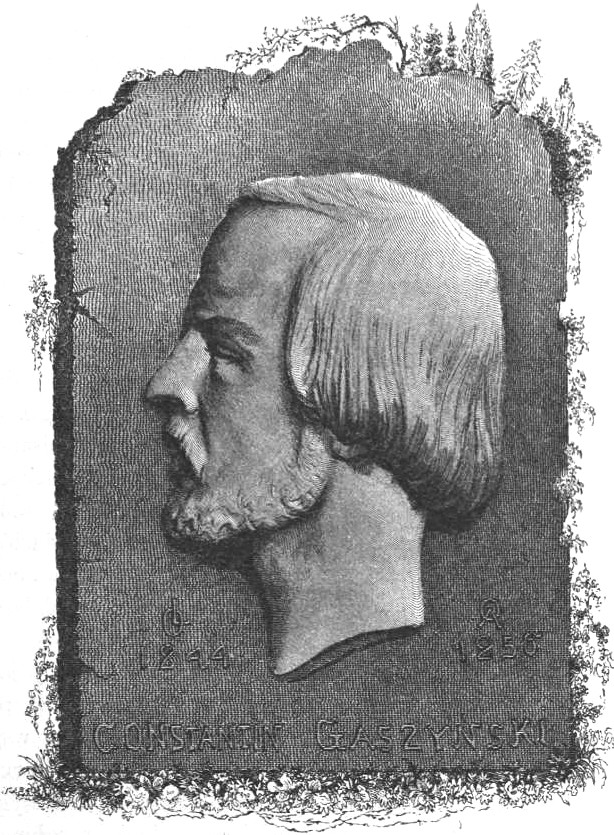
Ilustracja z książki "Album biograficzne zasłużonych Polaków i Polek wieku XIX"

## Życiorys
Wywodził się ze zubożałej rodziny szlacheckiej. Był synem Antoniego Gaszyńskiego i Teresy z Młynarskich. Absolwent Liceum Warszawskiego. Studiował na Królewskim Uniwersytecie Warszawskim. W tym czasie zaprzyjaźnił się z Zygmuntem Krasińskim i bywał w salonie jego ojca Wincentego Krasińskiego.
Uczestniczył w powstaniu listopadowym w korpusie litewskim Antoniego Giełguda. Wyemigrował najpierw do Belgii, a następnie do Francji, gdzie w 1833 osiadł w Aix-en-Provence. Korespondował z Zygmuntem Krasińskim i wyjeżdżał na wspólne podróże (1850-1854). Był też wychowawcą jego synów.
Debiutował w 1827 poematem satyrycznym w sześciu pieśniach Jaksjada. Tłumaczył na język polski poezję francuską i niemiecką oraz serbską epikę ludową. Na język francuski tłumaczył literaturę polską (m.in. Anhellego Słowackiego i Przedświt Krasińskiego). Współpracował z francuskimi czasopismami: „Gazette du Midi” i „Memorial d'Aix”, gdzie pełnił funkcję naczelnego redaktora.
Pierwsze wydanie Przedświtu (1843) Zygmunta Krasińskiego ukazało się pod nazwiskiem Konstantego Gaszyńskiego.

## Twórczość

### Dzieła powstałe w Polsce
- Wiersz na zgon Stanisława Staszica (1826)[4]
- Jaxiada – utwór satyryczny (1827)
- Dwaj Śreniawici – romans historyczny (1827)
- Wariat z potrzeby – krotochwila (1827)[5]
- Pożegnanie – sonet do Z.K. (1828)
- Utwory w Pamiętniku płci pięknej (1830)
- Pieśni sielskie (1830)
- Liryki powstańcze (1831)

### Dzieła powstałe we Francji
- Czarna sukienka – Paryż (1832)
- Notatki oficera polskiego (1833)
- Wiersze różne – Aix (1833)
- Pieśni pielgrzyma polskiego (1833)[6]
- 44 Sonety (1833)
- 44 Artykuły francuskie (1833)
- L'Eglise cathédrale du Saint Sauveur à Aix (1836)
- Nord et midi (1836)[7]
- Poezje (1844)
- Pan Dezydery Boczko i jego sługa Pafnucy (1846)[8]
- Pamiętniki Macieja Rogowskiego (1847)[9]
- Dzień 8 września (1848)[10]
- Kontuszowe pogadanki (1851)[11]
- Listy do Ludwika Siemieńskiego (1851-1866)
- Listy z podróży po Włoszech (1853)[12]
- Sielanka młodości (1855)[13]
- Pro publico bono – satyry: (1858)[14]
  - Gra i karciarze
  - Wyścigi konne w Warszawie
  - Papuga i wróbel – bajka
- Deux élégies polonaises – traduites de Z.Kr. (1860)
- Zygmunt Krasiński i moje z nim stosunki – monografia historyczno-literacka, rękopis niewydany (1860)
- L’Aube, Le Dernier (poèmes) – tłumaczenie z Z.Krasińskiego (1863)
- Wyjątki z listów Zygmunta Krasińskiego (1863)[15]
- Kilka pieśni dla kraju (1864)[16]